# Nival Interactive
 (30 novembre 2024).
Nival Interactive est une société russe de développement de jeux vidéo. Son principal studio est basé à Moscou. Nival Interactive est une filiale de Nival Group fondée en 1996 par Sergey Orlovskiy.

## Historique
Nival est créée en 1996 par Sergey Orlovskiy à Moscou. L'entreprise s'est initialement centrée sur les jeux de stratégie (avec des éléments de jeux de rôles). Ses productions les plus connues sont Etherlords, Blitzkrieg et Silent Storm. Nival Interactive réalise en 2006 le cinquième opus de la série Heroes of Might and Magic, franchise détenue par Ubisoft.
Le studio est également le développeur de deux moteurs de jeu populaires : Silent Storm Engine et Enigma Engine.
Au début de l'année 2005, Nival est racheté par Ener1 Group, une société basée en Floride pour environ 10 M$.
Le 30 novembre 2007, Sergey Orlovskiy contrôle à nouveau pleinement la société.

## Jeux développés
- Rage of Mages (1998)
  - Rage of Mages II : Sortilèges (1999)
- Evil Islands: Curse of the Lost Soul (2001)
- Etherlords (2001)
  - Etherlords II (2003)
- Blitzkrieg (2003)
  - Blitzkrieg 2 (2005)
  - Blitzkrieg 3 (2015)
- Silent Storm (2003)
  - Silent Storm: Sentinels (2004)
- Hammer & Sickle (2005)
- Night Watch (2006)
- Heroes of Might and Magic V (2006)
  - Heroes of Might and Magic V: Hammers of Fate (2006)
  - Heroes of Might and Magic V: Tribes of the East (2007)
- Frontline: Fields of Thunder (2007)
- Allods Online (2009)
- King's Bounty: Legions (2011)
- Emaki (2012)
- Prime World (2012)
- Prime World: Alchemy (2012)
- Prime World: Defenders (2013)